# 포어아를베르크주

포어아를베르크 주의 위치

포어아를베르크주(독일어: Vorarlberg)는 오스트리아 서부에 있는 주이다. 면적 2,601.48km2, 인구 372,791(2001). 주도는 브레겐츠이다.

주기
주 문장

## 개요
오스트리아 서부에 위치한다. 북쪽은 독일, 서쪽은 스위스·리히텐슈타인, 남쪽은 스위스와 국경을 이루며, 아를베르크 고개를 경계로 티롤주의 서쪽에 있다. 라인강의 상류지역과 알프스산맥 사이에 위치하며, 서북쪽은 보덴호에 면한다. 오랫동안 티롤에 속했다가 제1차 세계 대전 후 오스트리아 공화국이 출범하면서 독립된 주가 되었다. 곧 스위스 연방 편입을 결정하는 주민투표가 실시되었으며, 스위스에 가까운 위치에 있어 주민의 다수가 스위스 편입을 찬성했으나, 연합국·스위스·오스트리아에서 모두 반대하여 계속 오스트리아에 남게 되었다. 농업과 공업이 발달되어 있으며, 기후가 온화하여 오스트리아에서는 인구 밀도가 높은 지역에 속한다.

## 행정 구역
포어아를베르크주는 4개 군으로 구성되어 있다.

### 군
- 도른비른군
- 브레겐츠군
- 블루덴츠군
- 펠트키르히군